# Hollywoodstaking acteursvakbond SAG-AFTRA in 2023
Van 14 juli tot 9 november 2023 staakte de Amerikaanse acteursvakbond SAG-AFTRA voor betere werkomstandigheden.
SAG-AFTRA kwam met de koepelorganisatie van film- en tv-studio's AMPTP tot overeenkomst over betere verloning, betere pensioenvoorzieningen, een delingsregeling rond de winsten van streamingdiensten en garanties rond gebruik van artificiële intelligentie (AI). De vakbondsleiding keurde op 9 november een princiepsakkoord met de Hollywoodstudio's goed waardoor de staking eindigde. Wel moesten de leden het contractvoorstel nog bekrachtigen via stemming. Zoniet herbegon de staking.
Na een stemmingstermijn van enkele weken was op 5 december de nieuwe arbeidsovereenkomst goedgekeurd door 78 procent van de leden. Het contract is geldig voor 2,5 jaar waarna nieuwe onderhandelingen nodig zijn.
De acteursstaking liep ongeveer gelijktijdig met die van de scenaristenvakbond in 2023, waardoor tientallen film- en televisieproducties gedurende maanden stil vielen. Dit raakte ook andere sectoren zoals cateraars die aan studio's leverden. De schade werd geschat op 6 miljard euro en 45.000 tijdelijke jobverliezen.